# 颱風鮎魚 (2010年)
| 太平洋颱風季             |
| 主題頁 - 專題 - 編輯指南 |

颱風鮎魚（英語：Typhoon Megi；國際編號：1013；聯合颱風警報中心：WP152010；菲律賓大氣地球物理和天文服務管理局：Juan）為2010年太平洋颱風季第13個被命名的熱帶氣旋。「鮎魚」是由韓國所提供的颱風名稱，是「鮎魚」的意思。
鮎魚是21世紀西北太平洋第三強的熱帶氣旋，不但重創菲律賓呂宋，更一度對華南構成嚴重威脅。鮎魚的中心最低氣壓只有885百帕斯卡，其氣壓更低於2016年颱風莫蘭蒂的890百帕斯卡，是21世紀西北太平洋氣壓最低的熱帶氣旋。按日本氣象廳數據，其接近中心最高持續風速達每小時230公里，一度是1979年颱風泰培以來，西北太平洋最強的熱帶氣旋，但先後被2013年颱風海燕及2020年颱風所超越。根據聯合颱風警報中心資料，其接近中心最高持續風速達每小時295公里（160節），瞬間最大陣風高達每小時325公里（175節）。

## 氣象歷史
| 排名                                            | 颱風   | 年份 | 氣壓 | 氣壓     |
| 排名                                            | 颱風   | 年份 | 百帕 | 英寸汞柱 |
| ----------------------------------------------- | ------ | ---- | ---- | -------- |
| 1                                               | 泰培   | 1979 | 870  | 25.69    |
| 2                                               | 娜拉   | 1973 | 875  | 25.84    |
| 2                                               | 琴茵   | 1975 | 875  | 25.84    |
| 4                                               | 艾達   | 1958 | 877  | 25.9     |
| 5                                               | 吉蒂   | 1966 | 880  | 25.99    |
| 5                                               | 麗妲   | 1978 | 880  | 25.99    |
| 5                                               | 雲妮莎 | 1984 | 880  | 25.99    |
| 8                                               | 蓮娜   | 1953 | 885  | 26.13    |
| 8                                               | 瓊安   | 1959 | 885  | 26.13    |
| 8                                               | 艾瑪   | 1971 | 885  | 26.13    |
| 8                                               | 佛瑞特 | 1983 | 885  | 26.13    |
| 8                                               | 鮎魚   | 2010 | 885  | 26.13    |
| 来源：日本气象厅北太平洋台风 最佳路径分析数据。 |        |      |      |          |

10月11日，熱帶擾動90W於關島西南處水域形成。翌日12時，日本氣象廳將其升格為熱帶低氣壓，而聯合颱風警報中心亦於同日將其升格為熱帶低氣壓，並給予其編號15W。同日下午，聯合颱風警報中心將其升格為熱帶風暴，而日本氣象廳也於晚間升格其為熱帶風暴，並命名“鮎魚”。15日下午被香港天文台升格為颱風。16日晚上升格為強颱風。17日日出前香港天文台升格為超強颱風。
在10月18日早上6時，聯合颱風警報中心評估其1分鐘平均風速達160節、交通部中央氣象局資訊評估其十分鐘平均風速為每秒65米，氣壓為895hPa、中國氣象局給予其2分鐘平均風速為每秒72米，氣壓為895hPa。早上8時，日本氣象廳評估鮎魚的10分鐘平均風速達125節，其中心氣壓為885百帕斯卡，一度成為自1979年颱風泰培以來，西北太平洋地區風速最高的熱帶氣旋，但此紀錄已於3年後被颱風海燕所打破。
10月18日上午11時，鮎魚在菲律賓呂宋島東北部登陸，對當地造成嚴重破壞。及後鮎魚受到地型磨擦而結構有所受損，風眼被填塞，強度亦開始大幅下降，因此香港天文台把鮎魚降格為強颱風。
10月19日，鮎魚離開菲律賓並進入南中國海，受惠於温暖的海水及微弱的垂直風切，鮎魚的減弱速度放緩，並一度重新增強為三級颱風。但隨着鮎魚在南海緩慢北移及受東北季候風所影響，鮎魚開始轉趨減弱，而香港天文台則在10月22日傍晚把鮎魚降格為颱風。進入南海後鮎魚先向西推進，之後轉向北或西北偏北移動。鮎魚在10月23日下午1時10分登陸福建南部。10月23日，日本氣象廳將其降格為強烈熱帶風暴，交通部中央氣象局並在24日2時將其降格為熱帶性低氣壓，聯合颱風警報中心亦於10月23日9時對其發出最後警告，最終鮎魚在24日於福建省漳州市消散。
其後香港天文台發佈的《2010年熱帶氣旋年刊》中，香港天文台將鮎魚的接近中心最高持續風速大幅上調至每小時270公里。

## 影響

### 菲律賓
當地發出之最高風暴信號：四號風暴信號
10月16日
在10月16日上午1時，即此颱風進入菲律賓的警告範圍時，第一個警告隨即發出。據報當地認為此颱風可能與2009年嚴重破壞當地的颱風凱薩娜一樣，會引起超大量的大雨 。當地的紅十字會已預料由於其越來越接近呂宋，故會在當地造成嚴重破壞；此外，亦已預備好在有需要時緊急撒離。菲律賓大氣地球物理和天文管理局已發出公眾的警告信號，並預料將在10月18日登陸，並將每小時更新颱風動態。已告知伊莎貝拉省和卡加延省的農民，要求他們在星期一以後不要出海釣魚，直到颱風登陸離開，才能回到海上工作。
10月16日晚上，菲律賓總統呼籲公私營團體合作，令傷亡人數達至最低。
10月17日
10月17日自從數以百計的民眾知悉鮎魚進一步增強和逼近之後，便開始離開家園，同時當地亦發出三號風暴信號，雖然政府已準備好應對此颱風，但數以千家的家庭亦繼續同時撤離。超過18個省市已經警告此致命的颱風將會接近當地，而卡加延省已率先在10月17日開始吹強風。當天稍後時間，所有官立學校學院已宣佈停課。菲律宾大气地球物理和天文服務管理局亦於同日當地下午對受影響人數多於700萬人的地方發出四號風暴信號。
在接近登陸之時，其強烈雨帶已開始橫過呂宋，造成山洪暴發。有一人在10月18日下午於土格加勞被淹死。
稍後，鮎魚在當地時間早上11時25分於呂宋東北部伊莎貝拉省伊拉甘登陸。受颱風影響，大量飛往當地北部的航班取消。由於已有一人死亡，當地總統嚴厲地下令所有政府機構看有沒有其他人在颱風中死亡，亦表示其早前的「零傷亡政策」是失敗的。據估計，菲律賓可能有超過60萬噸鬆散的農作物被颱風所破壞；亦因鮎魚影響，當地所有官立學校學院維持關閉。颱風登陸後，卡加延省許多村民走往高地避險，因為下雨對呂宋島部份地區造成非常的嚴重山洪暴發、山體滑坡。超過1000名市民因颱風造成船隻擱淺而被困，同時再多兩人受傷，另外當地的紅十字會派出water search and rescue隊伍到卡加延省進行搶救行動。
10月18日
10月18日稍後時間，伊莎貝拉省已渡過颱風的影響，而颱風已登陸。同時，再多兩班菲鷹航空航班受事件影響而取消；通信亦因颱風而被中斷，當地希望使用5天時間來解決，另外再有一人被確認因山洪暴發而死亡。聯合國兒童基金會已開始監測行動，並表示會在有需要時作出協助，而有一名小童亦受傷。
颱風吹襲了大部份菲律賓北部的農業地區，包括伊莎貝拉省及卡加延省，均是發出四號風暴信號，這兩個是菲律賓地區水稻出產最多的地方；此外據報導，當地的樹木被連根拔起，屋頂亦被吹走。菲律賓大氣地球物理和天文管理局在颱風減弱後改發較低颱風警告信號。
10月19日
死亡人數已增加至13人，雨勢不斷，逾萬人住在庇護中心。當地同日繼續受颱風的強風影響。
10月20日
當天繼續有超過20萬人無家可歸。由於颱風在南海移動緩慢，當天在颱風登陸兩天後仍感受到颱風的威力。

### 香港
當地發出之最高熱帶氣旋警告信號： 三號強風信號
鮎魚是天文台在2009年採用新熱帶氣旋分級制度下，首個令天文台發出熱帶氣旋警告信號的超強颱風。
香港天文台於10月20日下午4時35分發出一號戒備信號，當時鮎魚集結在香港之東南偏南約570公里。天文台表示當晚發出三號信號機會不高，但當晚鮎魚開始穩定北移，並有重新增強之跡象，同時影響華南的東北季候風亦有所增強，橫瀾島及長洲間中吹強風，天文台一度表示要提早在晚間考慮發出三號熱帶氣旋信號；最後天文台表示在翌日（10月21日）早上6時前發出三號信號。天文台於10月21日凌晨5時40分發出三號強風信號，當時鮎魚集結在香港之東南約480公里。當日香港普遍吹和緩至清勁北風，離岸海域吹強風，高地間中吹烈風，天文台表示三號信號將整日生效，當日發出八號信號機會不大。大帽山及大老山錄得的最高一小時平均風速分別為每小時59及62公里。
特區政府有鑒於鮎魚一旦正面吹襲香港，將對香港造成很大影響，故保安局已於21日啟動緊急應變系統，並按需要時靈活調整人手，亦已進行多次會議，以加強各部門之間的協調工作。
由於鮎魚轉向北至東北偏北移動，天文台在10月22日下午6時05分改發一號戒備信號，當時鮎魚減弱為颱風。天文台再於晚上8時40分取消所有熱帶氣旋警告信號，當時鮎魚集結在香港以東約440公里。但根據天文台熱帶氣旋路徑圖，鮎魚在10月23日採取西北偏北移動路徑後，才是最接近香港之時。鮎魚在10月23日凌晨5時至早上8時最接近香港，在香港之東北偏東約410公里掠過。事後天文台在超強颱風鮎魚報告表示「鮎魚於10月22日凌晨2時左右在香港東南偏東約430公里處掠過」，但沒有表示鮎魚是在該時候「最接近香港」。
鮎魚襲港期間，天文台測風網絡8個指定自動氣象站只有2個錄得強風，三號信號不達標，而西貢的強風更僅在首次一號信號生效期間錄得；但機場則以些微之差，未能錄得強風。風暴期間，長洲及西貢錄得最高10分鐘平均風速為每小時52及43公里。

#### 爭議
香港天文台在鮎魚距離香港約570公里時才發出一號戒備信號。部分市民質疑為何當初天文台預測鮎魚有機會為香港帶來烈風，卻不提早發出一號戒備信號。時任天文台台長李本瀅在網誌回應時表示，當鮎魚進入南海後，於10月19日中午左右進入香港800公里範圍內，而由於鮎魚移動緩慢，並大致向西移動，預料其將繼續採取偏西路徑橫過南海，此類路徑對香港的威脅不大；直至10月20日日間，鮎魚的北向量增加，較為接近廣東沿岸，有跡象對香港構成威脅，故天文台在當日下午發出一號信號。

### 澳門
當地懸掛之最高熱帶氣旋信號： 一號風球
澳門地球物理暨氣象局在10月19日下午5時表示︰由於颱風鮎魚已進入本澳800公里範圍內，正考慮在短時間內懸掛1號風球，在下午4時集結在澳門東南面約790公里，向偏西方向緩慢移動，氣象局預料鮎魚會在廣東東部沿岸登陸。
10月19日晚上7時正氣象局懸掛一號風球，當時正集結在澳門東南約760公里處，曾多次表示會視乎情況改掛三號風球及有一半機會改掛八號風球的可能性，由於移動速度很緩慢，有轉風向至北方的可能，氣象局表示，若鮎魚繼續按現時途徑移動，今晚及明日初時改掛較高風球機會不大，但在澳廣視新聞表示明日下午可能需要改掛三號風球，受鮎魚及中國大陸反氣旋共同影響，澳門明天風力開始較大。同時亦調強10月22至23日風力預測，22日為多雲。吹清勁至疾勁北至西北風及有陣風。有驟雨，雨勢有時頗大。海有巨浪至狂浪。23日為多雲。吹清新至強勁，有時疾勁北至西北風及有陣風。有驟雨，雨勢有時頗大。海有巨浪至狂浪。 在10月20日下午，氣象局局長馮瑞權表示，鮎魚將是本澳十年來遇到最大的颱風，根據目前鮎魚的走勢，澳門有一半機率以上會懸掛八號風球，估計鮎魚會在明日接近本澳，鮎魚中心風力甚強，達到每小時173公里，較颱風黑格比的時速110至120公里強得多，是非常強勁的颱風，預料本澳風力會逐漸加強，在逐漸接近澳門時，料會帶來大風雨。當日下午，馮瑞權聯同街坊會代表，到司打口一帶巡視水浸監察站。馮瑞權指出，鮎魚是非常強勁的颱風，且走勢飄忽，由福建至海南島一帶區域都正受其威脅，目前正緩慢地向北移動，澳門天氣會受其影響，若鮎魚向偏東移動，本澳受影響會較少，若向西轉移，則影響較大，市民必須提高警覺，做好防風措施，將受颱風所導致的損失減至最少。 馮瑞權又表示，鮎魚會在明日最接近本澳，預料今日下午天氣會有較大變化，鮎魚並可能造成長時間的降雨，氣象局現時已將水浸警告通知服務推廣至全澳，現時已登記接收訊息的用戶有1000個，氣象局考慮增加放送颱風警告，讓居民更了解風暴訊息。 由於颱風鮎魚會影響澳門天氣大變化，氣象局已與相關部門，包括教青局等有密切聯繫，加強訊息交流，和不斷宣傳颱風訊息，以及做好加強防範措施和協調工作。在10月21日凌晨6時，鮎魚集結在澳門東南約510公里，以時速10公里向北移動，氣象局表示，若颱風鮎魚按現時途徑，中午前改掛較高風球機會不大，而隨著鮎魚靠近，澳門下午風勢將會增強，將視乎情況考慮是否需要改掛更高風球。
但風暴期間只維持一號風球，最後由於颱風已經登陸並迅速減弱，氣象局於10月23日下午12時45分除下所有熱帶氣旋信號。

### 臺灣
當地發佈之最高颱風警報：海上陸上颱風警報
中央氣象局在10月21日凌晨2時半發佈海上颱風警報，同日下午5時半發佈陸上颱風警報。並於23日晚上11時半解除颱風警報。21日至23日間出現較大雨量的地區及雨量為：
| 縣市   | 地區       | 雨量（毫米） |
| ------ | ---------- | ------------ |
| 宜蘭縣 | 蘇澳       | 1195         |
| 台北市 | 士林擎天崗 | 736          |
| 新北市 | 泰平       | 675          |
| 屏東縣 | 牡丹池山   | 455          |
| 基隆市 | 五堵       | 366          |

#### 宜蘭縣
由於受到梅姬颱風及東北季風所造成的共伴效應影響，使得台灣迎風坡的宜蘭、花蓮地區降下豪雨，宜蘭縣各地均傳出淹水的災情。宜蘭縣政府宣佈於10月21日下午14時30分後停班停課。包括宜蘭市、羅東鎮、五結鄉及三星鄉都傳出淹水災情。

##### 蘇澳鎮
由於台鐵蘇澳新站以北、南澳車站以南出現罕見的鐵路淹水災情，58次莒光號、1094自強號、2728電聯車受其影響受困於永樂車站。蘇澳更出現紀錄以來第三高的降雨量，一小時降下181.5毫米的雨。蘇澳白雲寺發生土石流，9人死亡。

##### 蘇花公路
台九線蘇花段多處坍方中斷，造成多輛車輛受困。一輛搭載創意旅行社旅行團的遊覽車，在臺9線蘇花公路遭落石擊中後墜崖，造成26人死亡。

### 中國大陸
當地發佈之最高颱風預警信號： 颱風紅色預警信號
中國國家氣象中心於10月18日下午6時發佈颱風橙色預警信號，同日廣東省防總會後傍晚6時啟動防風3級應急響應，翌日早上8時半中國氣象局啟動了重大氣象災害3級應急響應。
10月19日，政府要求所有漁船在當天傍晚前回港避風，以免受高達5-7米的大浪影響。國家氣象中心在10月21日早上6時發佈颱風紅色預警信號。

#### 廣東
當地發佈之最高颱風預警信號： 颱風橙色預警信號
廣東省氣象局於2010年10月17日上午10時半起，啟動氣象災害颱風4級應急響應，再於18日下午4時半升為3級應急響應
，至19日下午3時半升為2級應急響應。

#### 福建
當地發佈之最高颱風預警信號： 颱風紅色預警信號
在10月22日21時，颱風鮎魚集結在廈門以南約240公里，即在北緯22.3度，東經118.4度附近，預料向北移動，時速約12公里，靠近福建沿岸，並繼續減弱。10月23日12時55分，鮎魚在福建漳州市漳浦縣六鰲鎮沿岸登陸，並集結在廈門之西南約70公里，預料向北移動，時速約12公里，進入福建內陸，並逐漸減弱。在10月24日上午5時，熱帶低氣壓鮎魚集結在廈門之西北偏北約70公里，其中心附近最高持續風速約為每小時55公里，預料向北移動，時速約10公里，移入福建內陸，並逐漸減弱。

### 越南
在其早前之暴雨未結束之時，當地的水文氣象部門已向颱風鮎魚發出颱風警告，該警告提及當地將會有強風及大浪，並呼籲當局需從北部的廣寧省至南部的慶和省採取預防措施，防止嚴重的破壞。

### 日本
受到颱風鮎魚的外圍環流影響，部分地區暴雨成災。位在日本本島南端的奄美大島，受颱風鮎魚外圍環流影響，短短24小時降雨量達900毫米，是當地年均雨量的三分之一，創下有氣象紀錄114年來的最高紀錄。日本氣象廳表示，梅姬所帶入的南方暖濕氣流，使屬於鹿兒島縣的奄美地區連日下雨，引發水浸和山泥傾瀉，最少2死1失蹤。

## 熱帶氣旋警告使用紀錄

### 香港
| 香港天文台 熱帶氣旋警告信號 | 香港天文台 熱帶氣旋警告信號 | 香港天文台 熱帶氣旋警告信號 |
| --------------------------- | --------------------------- | --------------------------- |
| 上一熱帶氣旋                | 一號戒備信號                | 下一熱帶氣旋                |
| 強颱風凡亞比                | 一號戒備信號                | 熱帶風暴莎莉嘉              |
| 強颱風凡亞比                | 三號強風信號                | 熱帶風暴海馬                |

### 澳門
| 地球物理暨氣象局 熱帶氣旋信號 | 地球物理暨氣象局 熱帶氣旋信號 | 地球物理暨氣象局 熱帶氣旋信號 |
| ----------------------------- | ----------------------------- | ----------------------------- |
| 上一熱帶氣旋                  | 一號風球                      | 下一熱帶氣旋                  |
| 颱風凡亞比                    | 一號風球                      | 熱帶風暴莎莉嘉                |

### 中國大陸
| 國家氣象中心 颱風預警信號 | 國家氣象中心 颱風預警信號 | 國家氣象中心 颱風預警信號 |
| ------------------------- | ------------------------- | ------------------------- |
| 上一熱帶氣旋              | 颱風黃色預警信號          | 下一熱帶氣旋              |
| 超強颱風凡亞比            | 颱風黃色預警信號          | 熱帶風暴海馬              |
| 超強颱風凡亞比            | 颱風橙色預警信號          | 待查                      |
| 超強颱風凡亞比            | 颱風紅色預警信號          | 待查                      |

### 台灣
| 交通部中央氣象局 颱風警報 | 交通部中央氣象局 颱風警報 | 交通部中央氣象局 颱風警報 |
| ------------------------- | ------------------------- | ------------------------- |
| 上一熱帶氣旋              | 海上颱風警報              | 下一熱帶氣旋              |
| 中度颱風凡那比            | 海上颱風警報              | 輕度颱風艾利              |
| 中度颱風凡那比            | 陸上颱風警報              | 強烈颱風南瑪都            |

## 外部連結
- 聯合颱風警報中心 （页面存档备份，存于）（英文）
- 日本氣象廳 （页面存档备份，存于）（日語）
- 中國氣象局 （页面存档备份，存于）（简体中文）
- 交通部中央氣象局 （页面存档备份，存于）（繁體中文）
- 菲律賓大氣地球物理和天文管理局 （页面存档备份，存于）（英文）
- 香港天文台 （页面存档备份，存于）（繁體中文）
- 澳門地球物理暨氣象局 （页面存档备份，存于）（繁體中文）
- 日本數位颱風網歷年氣壓900百帕以下颱風 （页面存档备份，存于）（日語）